# Nhậm Gia Huyên
Nhậm Gia Huyên (Selina Ren) (sinh ngày 31 tháng 10 năm 1981 tại thành phố Đài Bắc, Đài Loan), là một thành viên của nhóm nhạc nữ Đài Loan mang tên S.H.E.

## Thông tin cá nhân
Tên tiếng Anh Selina của cô tượng trưng cho sự dịu dàng. Nhậm Gia Huyên có một em gái.
Cô theo đạo Thiên Chúa, và tên theo đạo Chúa của cô là Colla.
- Chiều cao: 163 cm.
- Cân nặng: 45 kg.
- Nhóm máu: A
- Ca sĩ yêu thích: Coco Lee, A-Mei, Kit Chan.
- Con vật yêu thích: Thỏ, chó.
- Con vật ghét nhất: Những côn trùng nhỏ.

Thời ấu thơ, cô ghét chó. Tuy nhiên sau khi quen biết Hebe và Ella của S.H.E đều nuôi chó, thì cô cũng bắt đầu giữ một con chó bên mình. Tên chú chó là Pinky, đặt theo màu ưa thích của Selina là màu hồng.

## Với nhóm SHE
Ngày 8 tháng 8 năm 2000, nhà sản xuất HIM (HIM International Records) tổ chức cuộc thi "Universal 2000 talent and Beauty Girl contest" để chọn ra những nữ ca sĩ mới có thể quảng bá cho thương hiệu của họ. Có hơn 1000 thí sinh đã đăng ký dự thi, và sau những đợt chọn lọc liên tiếp, chỉ còn lại 7 thí sinh tham gia vào phần thi cuối cùng mang tên "The Cruel Stage". Theo như đúng luật thi, trong số 7 người cuối cùng chỉ được phép chọn ra một người thắng cuộc duy nhất. Thế nhưng, ban giám khảo đã chọn cả ba người thắng cuộc là Selina, Hebe và Ella. Với Selina, cô đến với cuộc thi bằng một sự tình cờ khi là người thế chỗ em gái mình vì cô em chưa đủ tuổi dự thi. Selina đã chinh phục ban giám khảo khi trình bày bài hát của nữ ca sĩ nổi tiếng Lý Mân "Before I fall in love". Sau đó, cô đã vượt qua khá dễ dàng các phần thi tiếp theo.